# Ordre impérial d'Aviz
L'Ordre impérial de Saint-Benoît d'Aviz est un ancien ordre militaire brésilien, créé le 9 septembre 1843 par l'empereur Pierre II sur le modèle de l'ancien Ordre portugais d'Aviz.
Il a survécu à la chute de la monarchie en 1889.

## Titulaires
- Antonio Luis von Hoonholtz, baron de Tefé, (1837-1931), amiral, explorateur et géographe brésilien.